# U-1号潜艇 (1935年)
U-1号（德語：U 1）是纳粹德国战争海军在阿道夫·希特勒于1935年废除《凡尔赛条约》关于禁止德国拥有潜艇部队的条款后建造的第一艘潜艇或称U艇。作为II-A型家族的成员，它由基尔的德意志船厂承建，于1935年6月15日下水，至当月29日交付使用。该艇在运用生涯的大部分时间内都被用作训练艇，后成为第二次世界大战期间服役的德国潜艇之一，但在其仅有的两次巡逻作战中，并未取得任何战功。1940年4月6日，U-1号在泰尔斯海灵岛以北的北海水域触雷沉没，艇内24名官兵全数阵亡。

## 设计
II级潜艇是从一战中德意志帝国海军的UB级和UF级近岸潜艇发展而来。其外观尺寸小，造价便宜且易于生产，在很短时间内便能造好。这款艇在设计上吸收了为芬兰海军定制的欧洲水鼬号的优点，是非常出色的训练艇。但由于它们体积较小，在海面上容易剧烈颠簸，因此也被德国人戏称为“独木舟”（Einbaum）。尽管如此，一些II级艇在训练任务与战斗行动中表现相当出色，许多II级艇的衍生型号也相继被建造出来。
U-1号是一款用于近岸水域作战的II-A型单壳体潜艇。其全长40.9米，舷宽4.1米，高8.6米，并有3.83米的吃水深度。水上和水下排水量则分别为254吨和303吨，惟官方提供的标准吨位为250吨。艇只采用两台曼海姆发动机厂（MWM）生产的六缸四冲程350匹公制馬力（260千瓦特）柴油机用于水面运行，以及两台各配备32个AFA蓄电池组的180匹公制馬力（130千瓦特）西门子-舒克特（SSW）电动发电机用于水下航行；水面最高航速13節（24每小時），水下6.9節（12.8每小時）；能够在水面以8節（15每小時）航速续航1,600海里（3,000），或以4節（7.4每小時）连续在水下航行35海里（65）而无需充电。它有两个轴和两副直径为0.85米的螺旋桨，具备在80－150米的深度运行的能力，紧急下潜需时25秒。
武器装备方面，U-1号在艇艏内置有三具管径为533毫米的鱼雷发射管，呈倒三角形布置，其中左舷一具、右舷一具、底部的中线上还有一具；它们合共配备5枚G7型鱼雷，或可携带最多12枚TMA或18枚TMB水雷。此外，该艇还搭载有一门20毫米30式高射炮作为甲板炮。其标准船员编制为3名军官及22名水兵。造价为150万国家马克。

## 历史
1935年2月2日，海军造舰局正式将六艘II-A型潜艇（U-1至U-6号）的建造合同发包予基尔的德意志船厂。其中U-1号作为首艇，是自九天后、即2月11日便开始铺设龙骨，同年6月15日下水，至当月29日在首度担任艇长的海军中尉克劳斯·埃韦特的指挥下入役。该艇最初于1935年7月至1939年9月在基尔和诺伊施塔特被用作U艇学校暨训练区舰队的训练艇。它在战前的役期平淡无奇，但确实赢得了“劣质艇”的名声，因此当第二次世界大战来临的时候，当局已经有计划将U-1号及其姊妹艇搁置起来，仅作训练用途。
尽管如此，由于可用潜艇短缺，U-1号还是于1940年3月和4月两度受命前往挪威水域执行作战任务，并在威悉演习行动中担任前线艇，已接近其有效航程的极限。但在这仅有的两次巡逻中，该艇未能击沉或击伤任何舰船。

### 第一次巡逻
U-1号于1940年3月15日清晨6:05在海军上尉于尔根·德克的率领下从基尔起航，至当日下午4:30抵达布伦斯比特尔安装防冰装置。船员们在布伦斯比特尔过夜，于翌日凌晨5:55离开。此行的任务是在里讷斯讷斯和泰尔斯海灵岛附近的北海海域搜寻敌方潜艇，但受到暴风雪等恶劣天气的阻碍。在为期13天、行程约1,000海里（1,900）的行动中，该艇未能取得任何战功。3月26日，它收到来自U-21号潜艇的求救信号，后者在挪威奥德峡湾入口处的奥德克努彭岛附近搁浅，无法自行脱困。U-1号随后改变航向，进行了密集的搜索，但他们无法找到受困的潜艇，只得于第二天早上取消了搜索。该艇于3月29日下午1:15返抵威廉港。

### 第二次巡逻
已晋升为海军少校的德克同样指挥了U-1号的第二次巡逻。在这次任务中，它应与U-4号共同组成第四潜艇集群（驻斯塔万格）参与德国入侵丹麦和挪威的威悉演习行动。然而，在4月4日中午12:00离开威廉港后，该艇便因技术故障而于当天下午6:00返回港口，至4月6日再重新出发后失踪，从未抵达预定战场。潜艇司令部甚至直到4月21日才意识到U-1号的丢失。
据推测，U-1号可能于4月6日在泰尔斯海灵岛以北的英国第7水雷区内，即大约54°14′N 5°7′E / 54.233°N 5.117°E的AN-6941号海军网格处触雷沉没。艇内24名官兵全数阵亡。这批水雷是由英国驱逐舰快速号、埃斯克号、伊卡洛斯号和冲动号于1940年3月3日所布设。装有艇载高射炮的承压舱盖已被打捞上岸，现陈列于威廉港的德国海军博物馆。

## 脚注
1. ↑  Busch & Röll 1999a，第15頁.
2. 1 2 3 4 5  Rössler，第99頁.
3. ↑  Busch & Röll 1999b，第283頁.
4. 1 2  威廉生，第6頁.
5. 1 2  Gröner 1991，第39–40頁.
6. 1 2 3  Helgason, Guðmundur. . German U-boats of WWII - uboat.net.   [2023-08-04]. （原始内容存档于2020-11-25）.
7. ↑  Helgason, Guðmundur. . German U-boats of WWII - uboat.net.   [2023-08-01]. （原始内容存档于2009-05-03）.
8. ↑  Helgason, Guðmundur. . German U-boats of WWII - uboat.net.   [2023-08-01]. （原始内容存档于2009-05-03）.
9. ↑  . Wrakkenmuseum.   [2023-08-04]. （原始内容存档于2023-08-04）.